# Bruce M. Metzger
Bruce Manning Metzger (Middletown, 1914. február 9. – Princeton, 2007. február 13.) amerikai bibliatudós, bibliafordító és szövegkritikus, a Princetoni Egyetem teológiai szemináriumának (PTSem) egykori professzora, aki az Amerikai Bibliatársaság és az Egyesült Bibliai Társaságok (United Bible Societies) igazgatótanácsának tagja volt. 
Az ógörög és az újszövetségi szövegkritika művelője és a 20. század befolyásos újszövetségi tudósa volt. 1986-ban beválasztották az Amerikai Filozófiai Társaságba is.

## Főbb művei
- The Text of the New Testament: Its Transmission, Corruption, And Restoration (2005, Bart D. Ehrmannal)
  - Bruce M. Metzger–Bart D. Ehrman: Az Újszövetség szövege. Hagyományozás, szövegromlás, helyreállítás; fordította: Darvas-Tanács Erik; Harmat, Budapest, 2008
- New Testament: Its Background, Growth and Content (2003)
- The Oxford Essential Guide to Ideas and Issues of the Bible (2002)
- The Oxford Guide to People & Places of the Bible (2001)
- Greek New Testament (2000 with by Barbara Aland)
- Breaking the Code: Understanding the Book of Revelation : Leader's Guide (1999)
- Revelation 6–16 (Word Biblical Commentary 52b) (1998)
- Reminiscences of an Octogenarian (1997) ISBN 1565632648 (önéletrajz)
- The Canon of the New Testament: Its Origin, Development, and Significance (1997)
- Textual Commentary on the Greek New Testament (1994)
- The Oxford Companion to the Bible (1993)
- The Reader’s Bible (1983)
- Lexical Aids for Students of New Testament Greek (1969)
- List of Words occurring Frequently in the Coptic New Testament (Sahidic Dialect) (1961)
- Introduction to the Apocrypha (1957)
- The Oxford Concise Concordance to the Revised Standard Version of the Holy Bible